# Готьо, Робер
Робер Эдмон Готьо (фр. Robert Edmond Gauthiot; 13 июня 1876, Париж — 11 сентября 1916, Париж) — французский востоковед и лингвист.

## Биография
Родился в 1876 году в Париже.
В 1909 году стал членом Азиатского общества и познакомился с Полем Пеллио. Вместе они перевели согдийскую рукопись «Вессантара джатака», найденную Пеллио среди дуньхуанских рукописей в пещере Могао.
В 1913 году, совместно с Иваном Ивановичем Зарубиным, принял участие в экспедиции на Памир, но прервал свое исследование в июле 1914, чтобы вернуться домой и служить капитаном пехоты во время Первой мировой войны.
Готьо получил Военный крест ещё до того, как был ранен во Второй битве при Артуа весной 1915 года. Скончался от полученных ран в больнице Валь-де-Грас.